# 930 MBC 뉴스
《930 MBC 뉴스》(영어: 930 MBC NEWS)는 MBC TV에서 매주 평일 오전 9시 30분에 방송 중인 뉴스 프로그램이다.

## 개요
- MBC 930 뉴스로 읽는다.
- 이어서 멘트는 MBC 뉴스로 읽고 앵커 멘트는 MBC 930 뉴스로 읽는다.

## 방송 시간
- 현재 방송 시간은 2020년 7월 20일부터 기준으로 한다.
- 긴급·특집 뉴스가 방송되면 MBC 뉴스특보로 방송·편성된다.

| 방송 채널 | 방송 기간                          | 방송 시간                                       |
| --------- | ---------------------------------- | ----------------------------------------------- |
| MBC TV    | 1981년 5월 25일 ~ 1981년 6월 20일  | 월요일 ~ 토요일 오전 9시 50분 ~ 10시 (10분)     |
| MBC TV    | 1981년 10월 5일 ~ 1981년 12월 18일 | 월요일 ~ 토요일 오전 9시 50분 ~ 10시 (10분)     |
| MBC TV    | 1982년 9월 13일 ~ 1985년 5월 13일  | 월요일 ~ 토요일 오전 9시 50분 ~ 10시 (10분)     |
| MBC TV    | 1981년 6월 22일 ~ 1981년 10월 3일  | 월요일 ~ 토요일 오전 9시 45분 ~ 10시 (15분)     |
| MBC TV    | 1985년 5월 16일 ~ 1993년 5월 21일  | 월요일 ~ 토요일 오전 9시 45분 ~ 10시 (15분)     |
| MBC TV    | 1996년 10월 21일 ~ 1998년 5월 29일 | 월요일 ~ 토요일 오전 9시 45분 ~ 10시 (15분)     |
| MBC TV    | 1981년 12월 21일 ~ 1982년 9월 10일 | 월요일 ~ 토요일 오전 9시 55분 ~ 10시 (5분)      |
| MBC TV    | 1993년 5월 23일 ~ 1994년 4월 8일   | 월요일 ~ 토요일 오전 9시 40분 ~ 10시 (20분)     |
| MBC TV    | 1994년 6월 13일 ~ 1996년 10월 18일 | 월요일 ~ 토요일 오전 9시 40분 ~ 10시 (20분)     |
| MBC TV    | 1994년 4월 11일 ~ 1994년 6월 10일  | 월요일 ~ 토요일 오전 9시 35분 ~ 10시 (25분)     |
| MBC TV    | 1998년 6월 1일 ~ 2006년 11월 4일   | 월요일 ~ 토요일 오전 9시 30분 ~ 9시 45분 (15분) |
| MBC TV    | 2006년 11월 6일 ~ 2009년 4월 24일  | 평일 오전 9시 30분 ~ 9시 45분 (15분)            |
| MBC TV    | 2010년 11월 1일 ~ 2020년 4월 17일  | 평일 오전 9시 30분 ~ 9시 45분 (15분)            |
| MBC TV    | 2020년 7월 20일 ~ 현재             | 평일 오전 9시 30분 ~ 9시 45분 (15분)            |
| MBC TV    | 2009년 4월 27일 ~ 2010년 10월 29일 | 평일 오전 10시 45분 ~ 11시 (15분)               |
| MBC TV    | 2020년 4월 20일 ~ 2020년 7월 19일  | 평일 오전 9시 35분 ~ 9시 50분 (15분)            |

## 앵커
- 현재 앵커는 2025년 2월 24일부터 기준으로 한다.

| 대수 | 진행자                          | 진행 기간                          | 비고          |
| ---- | ------------------------------- | ---------------------------------- | ------------- |
| 1대  | 김혜현 前 아나운서              | 1981년 5월 25일 ~ 1984년 2월 28일  |               |
| 2대  | 이은경 아나운서                 | 1984년 3월 1일 ~ 1990년 4월 28일   |               |
| 3대  | 황선숙 아나운서                 | 1990년 4월 30일 ~ 1991년 11월 2일  |               |
| 4대  | 조일수 前 아나운서              | 1991년 11월 4일 ~ 1997년 3월 1일   |               |
| 5대  | 김은주 前 아나운서              | 1997년 3월 3일 ~ 1998년 4월 11일   |               |
| 6대  | 신동진 前 아나운서              | 1998년 4월 13일 ~ 1998년 10월 17일 |               |
| 7대  | 성경환 前 아나운서              | 1998년 10월 19일 ~ 2001년 4월 14일 |               |
| 8대  | 황선숙 아나운서                 | 2001년 4월 16일 ~ 2003년 4월 19일  | [ 2 ]         |
| 9대  | 신동진 前 아나운서              | 2003년 4월 21일 ~ 2008년 3월 22일  | [ 4 ]         |
| 10대 | 차미연 아나운서국 아나운서1부장 | 2008년 3월 24일 ~ 2010년 10월 29일 |               |
| 11대 | 이주연 前 아나운서              | 2010년 11월 1일 ~ 2011년 11월 25일 |               |
| 12대 | 오승훈 아나운서                 | 2011년 11월 28일 ~ 2012년 1월 20일 |               |
| 13대 | 정희석 기자                     | 2012년 5월 14일 ~ 2012년 6월 22일  |               |
| 14대 | 유선경 아나운서                 | 2012년 6월 25일 ~ 2012년 10월 5일  |               |
| 15대 | 류수민 아나운서                 | 2012년 10월 8일 ~ 2013년 3월 15일  |               |
| 16대 | 구은영 아나운서                 | 2013년 3월 18일 ~ 2013년 11월 15일 |               |
| 17대 | 이진 아나운서                   | 2013년 11월 18일 ~ 2014년 5월 9일  |               |
| 18대 | 차미연 아나운서국 아나운서1부장 | 2014년 5월 12일 ~ 2014년 7월 4일   | [ 6 ]         |
| 19대 | 김소영 前 아나운서              | 2014년 7월 7일 ~ 2014년 12월 31일  |               |
| 20대 | 최대현 前 아나운서              | 2015년 1월 2일 ~ 2017년 9월 8일    | [ 7 ]         |
| 21대 | 류수민 아나운서                 | 2017년 12월 26일 ~ 2019년 2월 8일  | [ 8 ] [ 9 ]   |
| 22대 | 이정민 아나운서                 | 2019년 2월 11일 ~ 2020년 1월 31일  | [ 10 ]        |
| 23대 | 이영은 아나운서                 | 2020년 2월 3일 ~ 2020년 6월 26일   | [ 12 ]        |
| 24대 | 양승은 아나운서                 | 2020년 6월 29일 ~ 2021년 4월 9일   |               |
| 25대 | 김준상 아나운서                 | 2021년 4월 12일 ~ 2022년 6월 3일   |               |
| 26대 | 이선영 아나운서                 | 2022년 6월 7일 ~ 2023년 4월 28일   |               |
| 27대 | 김준상 아나운서                 | 2023년 5월 1일 ~ 2024년 1월 5일    | [ 16 ] [ 17 ] |
| 28대 | 정슬기 아나운서                 | 2024년 1월 8일 ~ 2025년 2월 21일   | [ 18 ]        |
| 29대 | 엄주원 아나운서                 | 2025년 2월 24일 ~ 현재             | [ 19 ]        |

## 기상 캐스터
- 박하명 MBC 기상 캐스터

## 한국 수어
- 김유미 MBC 한국수어 통역사
- 모상근 MBC 한국수어 통역사
- 황준호 MBC 한국수어 통역사

## 코너
| 코너명       | 진행자                 |
| ------------ | ---------------------- |
| 이 시각 증시 | 정다인 삼성증권 연구원 |
| 날씨         | 박하명 기상 캐스터     |
| 클로징       | 엄주원 아나운서        |

### 이 시각 증시
증권 시황 코너. 정다인 삼성증권 연구원이 진행하며 《12 MBC 뉴스》, 《5시 뉴스와 경제》에서도 공통으로 방송된다.

### 날씨
기상 정보 코너.

## 타이틀 변천사
현재 타이틀은 2017년 12월 26일을 기준으로 한다.
| 기수 | 프로그램 타이틀     | 방송 기간                           |
| ---- | ------------------- | ----------------------------------- |
| 1기  | MBC 뉴스            | 1981년 5월 25일 ~ 1981년 6월 10일   |
| 2기  | MBC 주부뉴스        | 1981년 6월 11일 ~ 1984년 10월 26일  |
| 3기  | MBC 생활뉴스        | 1984년 10월 29일 ~ 1989년 2월 6일   |
| 4기  | MBC 뉴스            | 1989년 2월 8일 ~ 1994년 4월 9일     |
| 5기  | MBC 뉴스와 생활정보 | 1994년 4월 11일 ~ 1994년 10월 15일  |
| 6기  | MBC 뉴스            | 1994년 10월 17일 ~ 1996년 10월 19일 |
| 7기  | MBC 뉴스센터        | 1996년 10월 21일 ~ 1997년 3월 1일   |
| 8기  | MBC 뉴스            | 1997년 3월 3일 ~ 2012년 10월 5일    |
| 9기  | MBC 생활뉴스        | 2012년 10월 8일 ~ 2017년 9월 8일    |
| 10기 | 930 MBC 뉴스        | 2017년 12월 26일 ~ 현재             |

## 지역 방송국 프로그램
- 오전 9시 35분부터 지역 뉴스를 방송·편성한다.
- 광주MBC TV, 목포MBC TV, 여수MBC TV, 대전MBC TV, 원주MBC TV(DMB에서는 춘천 프로그램 편성), 제주MBC TV는 지역 뉴스를 방송·편성하지 않고 본사 뉴스를 방송한다.
- MBC 충북 TV, 전주MBC TV, 대구MBC TV, 안동MBC TV, 포항MBC TV, 부산MBC TV는 지역 자체 방송 클로징으로 뉴스를 마친다.
- 부산MBC TV만 본사 수중계 없이 바로 지역 뉴스를 방송·편성한다.

| 방송 채널                                     | 방송 권역      | 프로그램                | 진행자 |
| --------------------------------------------- | -------------- | ----------------------- | ------ |
| 춘천MBC TV                                    | 강원특별자치도 | 930 MBC 뉴스 강원       | 김지후 |
| MBC 강원영동 TV(DMB에서는 춘천 프로그램 편성) | 강원특별자치도 | 930 MBC 뉴스 강원       | 김나연 |
| MBC 충북 TV(DMB에서는 본사 프로그램 방송)     | 충청북도       | 930 MBC 뉴스 충북       | 구본상 |
| 전주MBC TV(DMB에서는 본사 프로그램 방송)      | 전북특별자치도 | 930 MBC 뉴스 전북권뉴스 | 이영래 |
| 대구MBC TV                                    | 대구광역시     | 930 MBC 뉴스 대구·경북  | 이유진 |
| 안동MBC TV(DMB에서는 대구 프로그램 편성)      | 경상북도       | 930 MBC 뉴스 경북       | 김민영 |
| 포항MBC TV(DMB에서는 대구 프로그램 편성)      | 경상북도       | 930 MBC 뉴스 포항       | 황이서 |
| 부산MBC TV                                    | 부산광역시     | 930 MBC 뉴스 부산       | 정경진 |
| MBC 경남 TV(DMB에서는 부산 프로그램 편성)     | 경상남도       | 930 MBC 뉴스 경남       | 이다슬 |
| 울산MBC TV(DMB에서는 부산 프로그램 편성)      | 울산광역시     | 930 MBC 뉴스 울산       | 박성은 |

## 편성 변경
- 2023년 8월 18일 : 《중계 방송 이동관 방송통신위원회 위원장 국회 인사 청문회》 편성으로 인해 10분 확대 편성
- 2023년 9월 18일 : 《중계 방송 국회 교섭 단체 대표 연설 - 더불어민주당》 편성으로 인해 10분 확대 편성
- 2023년 9월 20일 : 《중계 방송 국회 교섭 단체 대표 연설 - 국민의힘》 편성으로 인해 10분 확대 편성
- 2024년 2월 20일 : 《중계 방송 국회 교섭 단체 대표 연설 - 더불어민주당》 편성으로 인해 10분 확대 편성
- 2024년 2월 21일 : 《중계 방송 국회 교섭 단체 대표 연설 - 국민의힘》 편성으로 인해 10분 확대 편성
- 2024년 2월 22일 : 《중계 방송 제22대 국회의원 선거 공직 선거 정책 토론회》 편성으로 인해 10분 확대 편성
- 2024년 11월 7일 : 《중계 방송 윤석열 대통령 대국민 담화 및 기자 회견》 편성으로 인해 5분 확대 편성

## 결방
- 2023년 8월 15일 : 《놀면 뭐하니 스페셜》 편성으로 인해 결방
- 2023년 9월 28일 ~ 2023년 9월 29일 : 《추석 특집 백종원 시장이 되다 스페셜 1, 2부》 편성으로 인해 결방
- 2023년 9월 30일 ~ 2023년 10월 5일 : 《2022 항저우 아시안 게임》 중계 방송 편성으로 인해 결방
- 2023년 12월 25일 : 《특선 영화 - 삼진그룹 영어토익반》 편성으로 인해 결방
- 2024년 2월 12일 : 《설 특선 영화 - 인생은 아름다워》 편성으로 인해 결방
- 2024년 6월 6일 : 《놀면 뭐하니 스페셜》 편성으로 인해 결방
- 2025년 1월 1일 : 《구해줘! 홈즈 스페셜》 편성으로 인해 결방
- 2025년 1월 27일 ~ 2025년 1월 30일 : 설날로 인해 결방

## 경쟁 프로그램
- KBS 뉴스 930 (KBS 1TV)
- SBS 10 뉴스 (SBS TV)
- YTN 뉴스UP (YTN)
- 뉴스포커스 (연합뉴스TV)